# Abu Hanifa
Abū Ḥanīfah, s polnim imenom Abū Ḥanīfah al-Nuʿmān ibn Thābit, perzijski sunitsko-muslimanski teolog in porotnik * 699, Kufa, Irak, † 767, Bagdad.
Bil je eden največjih mudžahidov. Bil je tudi velik urbanist, odgovoren za načrtovanje mesta Bagdad, ki ga je ustanovil kalif al Mansur leta 765 n. Abu Hanifa je bil matematik. Poznal je pojma specifična gostota in specifična prostornina ter ju izvajal v praksi. Kot filozof je s svojim delom za več kot tisoč let predvidel heglovsko dialektiko. Heglova dialektika je eno od osnovnih načel zahodne filozofije. Njegova predpostavka je, da se višja kolektivna resnica pojavi, ko tekmuje več posameznih resnic.
Znan je predvsem po njegovi pravni šoli, Hanafi. Hanafijska šola je ena od štirih glavnih šol sunitskega islamskega pravnega razmišljanja in skladišč pozitivnega prava. Njegov način pravnega šolanja je še danes najbolj razširjen v sunitskem svetu Islama, kasneje pa naj bi se njegova šola razvila v danes bolj poznano teološko šolo Maturidi.  

## Družina
O Abu Hanifovi družini je malo podatkov. Splošno je poznano, da je njegovo poreklo sprejeto kot nearabskega izvora, kot nakazuje etimologija imen njegovega dedka (Zuta) in pradedka (Mah). Zgodovinar Al-Khatib al-Baghdadi je zapisal izjavo vnuka Imama Abū Ḥanīfe, Ismaila bin Hammada, ki je navedel Abu Ḥanīfahov rod kot Thabit bin Numan bin Marzban in trdi, da je perzijskega porekla.

## Mladost in izobraževanje
Abu Hanifa je odraščal v svojem rojstnem kraju Kufa in se tam izobraževal ter tam preživel večino svojega zgodnjega življenja, razen občasnih romanj (hadž) in znanstvenih obiskov Meke, Medine in drugih središč učenja. Pod očetovim vodstvom se je Abu Hanifa naučil Koran na pamet. Odraščal je v Kufi, najprej kot študent, nato kot trgovec, potem kot študent in končno kot učitelj in strokovnjak za islamsko pravo (fikh).
Abu Hanifa se je najprej posvetil študiju teologije (kalam). Po obvladovanju teologije je Abu Hanifa nadaljeval s študijem islamskega pravnega znanja (fikh) v Kufi, ki je veljala za središče slavnih učenjakov fikha. Abu Hanifa je študiral fikh od Hammada Ibn Sulaimana, ki je bil najbolj razgledan učitelj tistega časa. Abu Hanifa je vsak dan bral od Hammada Ibn Sulaimana med Maghribom in Isho in kadarkoli je imel prosti čas, je šel v Hammadovo hišo. Hammad je bil Abu Hanifin učitelj 18 let. Po smrti Hammada Ibn Sulaimana so se učenjaki medrese Kufa strinjali, da imenujejo Abu Hanifa za vodjo medrese.
Imam Abu Hanifa se ni držal stran od drugih področij. Obvladal je druga področja islamskih študij.
Po končanem izobraževanju v Kufi in Basri je Abu Hanifa odšel v Meko in Medino kot središče islamskih verskih naukov. V Meki se je naučil hadisa od Ata Ibn Rabaha, ki je bil učenec Abdullaha ibn Abbasa (R.A.). Abu Hanifa je izobraževal z veliko skrbjo in pozornostjo.

## Odraslo obdobje in izpopolnjevanje
V svojem odraslem obdobju, ko je rasel v znanju, si je pridobil privržence med množicami in si  pridobil sloves poučenosti in pravičnosti, je pritegnil pozornost kalifov ali kalifov (glavni muslimanski civilni in verski vladar). Na žalost je bil Abu Hanifin odnos s kalifami, ki so vladali rastoči islamski državi, v najboljšem primeru ambivalenten, v najslabšem pa nasproten, saj so kalifova življenja postajala vse bolj razkošna, ustalili so se v razkošnih palačah in se naravno oddaljili od običajnih ljudi.
Khalifa Marwan bin Muhammad in guverner iraške province Umar ibn Hubayra al-Fazar sta imamu Abu Hanifi ponudila različna mesta, vključno z glavnim blagajnikom in glavnim sodnikom (Qadhi), vendar je Abu Hanifa vse te ponudbe zavrnil. Leta 763 je Abu Jafar Abdullah ibn Mohammad Al-Mansur, takratni vladar/halifa, ponudil imamu Abu Hanifi mesto kadija (glavnega sodnika države), vendar je imam ponudbo zavrnil, ker je Abu Hanifa vedel, da vkolikor bi postal sodnik, nikoli ne bi mogel pravično soditi, ker bi kalifa pritiskal nanj, da bi sodil po njegovi želji. V zavrnitvenem pismu Mohammadu Al-Mansurju je Abu Ḥanifa dejal, da ni primeren za položaj. Al-Mansur, ki je imel svoje ideje in razloge za ponudbo delovnega mesta, je izgubil živce in obtožil Abu Ḥanifa laganja.
Imam Abu Ḥanifa je rekel:
"Če lažem, potem je moja izjava dvojno pravilna. Kako lahko imenujete lažnivca na visoko mesto vrhovnega državnega sodnika (Qadhi)?"
Ogorčen zaradi takšnega odgovora, je al-Mansur Abu Hanifo poslal v zapor, kjer je bil mučen in zelo slabo oskrbljen. Še celo v zaporu je Abu učil tiste, ki so prišli do njega.

## Učenci in učitelji
Imama Abu Hanife je poučevalo skoraj 4000 učiteljev. Med njimi je bilo po različnih virih sedem sahabov [prerokovih spremljevalcev (S.A.W.)}, triindevetdeset iz tabiejev (spremilcev sahabov) in ostali iz tabi tabijev (tabiejevih spremljevalcev). Točno število učiteljev Abu Hanife ni znano, saj je veliko potoval po različnih mestih, da bi pridobil versko znanje. Hadž je opravil 55-krat.
Abu Hanifa je imel na tisoče učencev. Osemindvajset učencev imama Abu Hanife je postalo sodnikov v različnih krajih, mestih in provincah, osem pa jih je postalo imamov. Njihova prispevanja k Mohamedovim pričanjem so bila zbrana v raznih znanih hadidskih knjigah. Njegov najbolj znan učenec je bil gotovo Abu Yusuf, ki je za razliko od svojega učitelja sprejel vlogo vrhovnega sodnika v času Abasidskega kalifata. Prav tako je bil med drugimi znan tudi Imam Muhammad al-Shayabani, ob vlogi Imama je učil v pravni šoli Imama Al-Shafi'i-ja. 

## Politični in teološki pogledi
Teološki in politični pogledi Abū Ḥanīfe, čeprav se pogosto omenjajo v njegovih biografskih in drugih virih, niso preneseni prek njegovih glavnih pravnih prenašalcev, Abū Yūsofa  in Moḥammada b. al-Ḥasan al-Šaybānī, verjetno zaradi kontroverzne narave teh pogledov in dejstva, da sta oba kasneje postala uradna ʿabasidska qāżīja. Ašʿarī in številni drugi  uvrščajo Abū Ḥanīfa med mudžahide, pri čemer Ašʿarī njega in njegove privržence opisuje kot deveto podskupino te šole, nekateri pa jih označujejo kot morǰeʾat al-sonna (morǰeʾa po suni; Amīn, Żoḥā 'l- eslām III, str. 320-21). Oznaka morje pa je imela negativne konotacije, verjetno zato, ker je v svojih prvih rabah implicirala preveč prizanesljivo oceno greha. Kasneje so haridžiti, qadarīya in muʿtaziliti ta izraz slabšalno uporabljali za tiste, ki so se razlikovali od njihovih bistvenih doktrin, šiitski hereziograf Nawbaḵtī iz 3./9. , in Muʿtaziliti), ki sestavljajo različne sekte Mudžahidov (ibid., str. 153; idem, Abū Ḥanīfa, str. 137; Watt, Formative Period, str. 121; Madelung, Der Imam al-Qāsim, str. 236-37 ). V luči slabšalnih konotacij izraza Abū Ḥanīfini sovražniki na primer navajajo, da je »glava Mudžahidov«, »Mudžahid, ki je menil, da je veljavno zateči se k meču v skupnosti Mohameda « (tj., ki je pridigal upor), in pogosto razkrivajo škandalozne implikacije njegove doktrine po njihovem mnenju. Ni presenetljivo, da se Abū Ḥanīfa v teoloških traktatih, ki mu jih pripisujejo (al-Feqh al-akbar in Resāla ʿOṯmānu al-Battīju), loči od te oznake (Abū Zahra, Abū Ḥanīfa, str. 175; Sezgin, GAS I, str. 418; Madelung, Der Imam al-Qāsim, str. 235). Morda je res, kot namiguje hereziograf Ḥanafī Šahrastānī, ki priznava, da je imel Abū Ḥanīfa nauk o īmānu, podoben tistemu, ki je povezan z Mudžahidi, da so ta izraz za Abu Ḥanīfa prvi uporabili haridžidi in podobne skupine.

## Smrt in zapuščina
15 avgusta 767 naj bi Abu Hanifa umrl v zaporu v Bagdadu in bil tam pokopan. Novica o njegovi smrti se je kmalu razširila po vsem Bagdadu. Celo mesto je prišlo, da bi se zadnjič poklonilo največjemu imamu islamskega prava. Rečeno je bilo, da se je njegovega dženaza salaha (pogrebne molitve) udeležilo toliko ljudi, da je bila pogrebna služba ponovljena šestkrat za več kot 50.000 ljudi, ki so se zbrali, preden je bil dejansko pokopan.
Truplo imama Abu Hanife je bilo pokopano na pokopališču Al-Khayzaran v Bagdadu. Danes se kraj, kjer je njegov grob, imenuje okrožje Al-Adamiyah v severnem Bagdadu v Iraku.
Mošeja Abu Hanifa, znana tudi kot Jamia Imam Al-Azam, je ena najvidnejših sunitskih mošej v Bagdadu v Iraku. Zgrajena je okoli grobnice (grobnice) imama Abu Hanife.

## Povezava z Mohamedom
Abu Hanifa se je rodil 67 let po Mohamedovi smrti, vendar še v času prve generacije muslimanov, od katerih so nekateri živeli do njegove mladosti. Anas bin Malik, Mohamedov osebni spremljevalec, je umrl leta 93 po hidžri, drugi spremljevalec, Abul Tufail Amir bin Wathilah, pa je umrl leta 100 po hidžri, ko je bil Abu Hanifa star 20 let. Avtor al-Khairat al-Hisan je zbral podatke iz knjig biografij in navedel imena muslimanov prve generacije, od katerih poročajo, da je Abu Hanifa prenašal hadis. Naštel jih je šestnajst, med njimi so bili Anas ibn Malik, Jabir ibn Abd-Allah in Sahl ibn Sa'd. 
Abu Hanifa je bil učenec Ja'far al-Sadiq-a, potomca najbolj znanega muslimanskega preroka, Mohameda. Tako Hanifa spada med 4 glavne sunitske učitelje prava, ki so povezani z Mohamedovo družino. Abu Hanifino spoštovanje in hvaležnost do učitelja Ja'far-ja je izkazal v svojem reku: »Nikoli še nisem videl nikogar, ki bi več vedel kot Ja'far ibn Muhammad«. V njegovem drugem reku je na podoben način pohvalil tudi strica Ja'far-ja, prav tako potomca preroka Mohameda. 

## Dela
Danes je žal ohranjenih le malo del Abu Hanife. Eno izmed njih je Al-Fiqh al-Akbar, čigar naslov pomeni »večje znanje«, ki orisuje glavne člene sunitske veroizpovedi, prav tako pa zavrača prepričanja skupin, ki so veljale za zunaj ortodoksnega ali prevladujočega islama. To delo tudi opisuje, kako naj bi se neka oseba poglobila v dejstvo, da je Koran Alahov večni govor, prav tako pa tudi pojasnjuje, kako ravnati z dvoumnimi Alahovimi lastnostmi po predpisih in pravilih sunitov.
Kitab al-Athar je delo, ki se ga dostikrat povezuje s Hanifo. Kot avtorja se omenja tudi Muhammada al-Shaybanija, ki pa naj bi delo pisal po nareku svojega učitelja, Abu Hanife. Knjiga vsebuje skoraj 1000 hadisov (to so zapisi besed in dejanj preroka Mohameda), veliko izmed njih se povezuje s prerokom Mohamedom, drugi pa so pripovedi njegovih učencev, Sabahov.
Musnad Abu Hanifa je še ena zbirka izrekov, a ne Mohamedovih, temveč izrekov Abu Hanife samega, zbrali in zapisali pa so jih kar njegovi učenci.

## Omembe v slovenski literaturi
Abu Hanifa je v slovenski literaturi skorajda neomenjen. Kljub temu pa je na spletni strani veraislam.si zapisano nekaj na temo obstoja Boga ter vere vanj, čeprav ga smrtniki ne vidimo. To vprašanje je nek ateist postavil tudi Hanifi, čigar odgovor je napisan članku na že omenjeni strani, ki je dostopna na https://www.veraislam.si/obstoj-boga/. Filozof je omenjen tudi v petih diplomskih delih, in sicer:
- Tvorba svojilnih pridevnikov iz osebnih lastnih imen : magistrsko delo (Avtor: Nadelsberger, Lora)
- Bogomili in prihod islama v Bosno in Hercegovino : diplomsko delo (Avtor: Jović, Aleksandra)
- Dejavniki politične radikalizacije v islamu in katolištvu : diplomsko delo (Avtor: Januš, Peter)
- Vpliv vahabizma kot grožnja na Balkanu : diplomsko delo (Avtor: Beljan, Andrej)
- Vahabski vpliv na afganistanske talibe : diplomsko delo (Avtor: Kovše, Suzana)